# 통영 우도 생달나무와 후박나무
통영 우도 생달나무와 후박나무(統營 牛島 생달나무와 후박나무)는 경상남도 통영시 욕지면 연화리, 우도에 있는 천연기념물이다. 1984년 11월 19일 대한민국의 천연기념물 제344호로 지정되었다.

## 개요
생달나무는 남쪽의 따뜻한 해안가의 평지에서 자란다. 꽃은 4∼5월에 피며 열매는 7∼9월에 열린다. 후박나무는 울릉도와 제주도 및 남쪽 섬에서 자라며 주로 해안가에서 자란다. 나무가 웅장하고 아름다워서 정원수, 공원수 등에 이용되며 바람을 막아주는 방풍용으로도 많이 심는다.
이 나무들은 마을을 지켜주고 보호해주는 서낭림으로 마을 뒷쪽에 생달나무 3그루와 후박나무 1그루가 높이 20m 정도의 작은 숲을 이루고 있다. 생달나무 중 가장 큰 나무의 나이는 400년 정도로 추정되며, 후박나무의 나이는 500년으로 추정하고 있다. 나무 밑에는 계요등, 섬딸기 등이 자라고 있으며, 주변에는 작은 동백나무 숲이 있다.
마을 사람들은 생달나무와 후박나무가 마을을 지켜주고 있다고 믿어 오랜 세월동안 잘 보호해 왔으며, 문화적·생물학적 보존가치가 인정되어 천연기념물로 지정하여 보호하고 있다.

## 같이 보기
- 우도

## 참고 자료
- 통영 우도 생달나무와 후박나무 - 국가유산청 국가유산포털